# 152-mm-Kanone M1910/30
Die 152-mm-Kanone M1910/30 (russisch: 152-мм пушка образца 1910/30) ist ein schweres sowjetisches Artilleriegeschütz, dessen Waffe ursprünglich vor dem Ersten Weltkrieg gefertigt wurde und welches aus einer Modernisierung der alten Kanone in der Zwischenkriegszeit vor dem Zweiten Weltkrieg hervorging.

## Entwicklung
Nachdem der französische Rüstungskonzern Schneider zu Beginn des Jahrhunderts viele Geschütze für die zaristische Armee geliefert hatte, standen diese nach dem Ende des Bürgerkriegs in größerer Zahl für die neu gegründete Rote Armee zur Verfügung. Hierzu zählte eine Belagerungskanone im Kaliber 152-mm aus dem Modelljahr 1910.
Die Modernisierung des ehemals zaristischen Artillerieparks wurde von der sowjetischen Führung als wichtige Aufgabe gesehen und das Konstruktionsbüro der Hauptartilleriedirektion (KB GAU) übernahm die Entwicklung der neuen 152-mm-Kanone auf Basis des Modells 1910. Für diese Kanone war der wichtigste Punkt die Steigerung der maximalen Reichweite. Vorgesehen waren nun 18.000 Meter.
Der Ladungsraum wurde vergrößert, indem dieser aufgebohrt wurde. Um dem stärkeren Rückstoß, welcher aus der größeren Ladung resultiert, etwas entgegenzusetzen, wurde eine Mündungsbremse eingeführt. Mechanisch jedoch wurde der Rücklauf von 1000 mm auf 950 mm verringert. Dies ermöglichte den Verschluss um 50 mm nach vorne zu versetzen. Die Kastenlafette wurde auf eine Länge von 2000 mm verlängert.
Die offizielle Einführung des Geschützes erfolgte als 152-mm-Kanone Modell 1910/30 im Jahr 1930.

## Produktion
Die Modernisierung der Geschütze begann im Jahr 1930 im Werk Krasny Putilovets. Nach dem Beginn der Fertigung wurde entsprechend der Pläne auch in den Werken Barrikady und Bolschewiki gefertigt. Neben der Modernisierung wurden auch alte 152-mm-Belagerungsgeschütze instand gesetzt. Da ein wichtiges Problem nicht gelöst wurde, nämlich die geringe Beweglichkeit des Geschützes, wurde schon bald eine andere Lafettenlösung geschaffen. Diese andere Variante des alten Geschützes, die 152-mm-Kanone M1910/34, war eine weitere Verbesserung und mit Beginn der Fertigung dieses Geschützes im Jahr 1925 wurde die M1910/30 nicht weiter gefertigt.
Mit 121 Geschützen, die zu Beginn des Deutsch-Sowjetischen Krieges 1941 im Bestand waren, dürfte die Zahl der gefertigten Geschütze nur unwesentlich darüber liegen.

## Technische Beschreibung

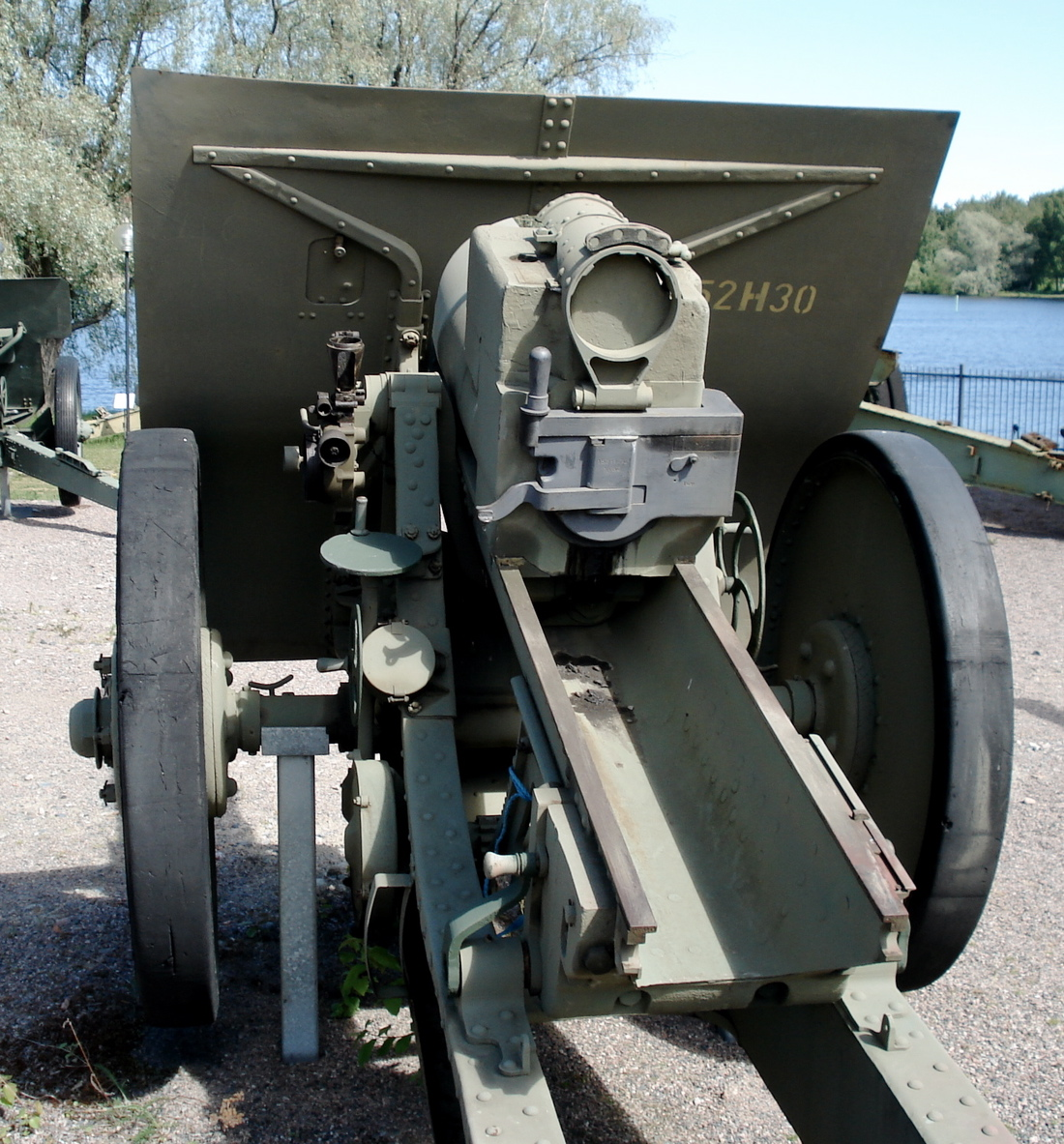
Rückwärtige Ansicht im Artilleriemuseum Hameelinna

Die 152-mm-Kanone M1910/30 galt als leistungsfähige Kanone mit guter Reichweite. Der Höhenrichtbereich von fast +40° entsprach nahezu jenem einer Feldhaubitze, sodass dieses Geschütz ein Vorläufer der späteren sowjetischen Kanonenhaubitzen ist.
Das Rohr der Waffe bestand aus einer neuen Mündungsbremse, dem Rohr mit Mantelelementen und dem Verschlussblock. Es war eine Rücklaufbremse und ein Rohrvorholer vorhanden. Zum Schutz vor Splittern und Infanteriewaffenfeuer hatte das Geschütz einen 7 mm starken Schild.
Da Rohr und Lafette getrennt transportiert wurden, gab es einen zusätzlichen Rohrwagen. Für die Trennung beziehungsweise das Zusammenführen von Rohr und Lafette wurden in der Feuerstellung etwa 23 Minuten benötigt. Das reine Neurichten der Lafette in Feuerstellung benötigte etwa zehn bis 15 Minuten.

## Einsatz
Diese schwere Kanone wurde üblicherweise in der Korpsartillerie oder in speziellen schweren Artillerie-Regimentern eingesetzt. Die Regimenter verfügten jeweils über 24 dieser Geschütze.

### Port Dickson – „Die Vertreibung der Admiral Scheer“
In der russischen Geschichtsschreibung spielen zwei dieser Geschütze eine bedeutsame Rolle. Im Rahmen des Unternehmens Wunderland hatte der Kreuzer Admiral Scheer als größere Überwassereinheit die Aufgabe erhalten, Konvois im Nordmeer und deren begleitende Eisbrecher zu stellen und zu versenken. Durch das Zusammentreffen mit dem Eismeerfrachter Aleksander Sibirjakow und die folgende Versenkung dieses Schiffs am 25. August 1942 waren jedoch weitere gegnerische Schiffseinheiten im Nordmeer und der sowjetische Marinehauptstützpunkt Port Dickson (Krasnojarsk) gewarnt. Daraufhin lief die Admiral Scheer Port Dickson an, um den zentralen Kommunikationspunkt, bei dem Daten vieler Wetterstationen zusammenliefen, anzugreifen und im besten Fall auch wichtige Unterlagen und Kartenmaterial zu erbeuten. Ein Problem stellte das verfügbare eigene Kartenmaterial dar, sehr alte britische Seekarten im Maßstab 1:200.000 erlaubten keine starke Annäherung an den Hafen, da mögliche Untiefen nicht zu erkennen waren. Zwei sowjetische Hilfsschiffe, mit Artilleriegeschützen bestückt, konnten nicht versenkt werden, und Zweifel, ob überhaupt Karten und Daten erbeutet werden könnten, hielten den Kommandanten davon ab, Barkassen für eine Landung mit den verfügbaren 260 Mann einzusetzen. Die Besatzung des Stützpunktes bestand aus nur etwa 60 Soldaten und zwei 152-mm-Kanonen M1910/30, mit denen erst am Vortag die sowjetische Küstenbatterie 659 unter der Führung von Leutnant N.M. Kornjakow aufgestellt worden war. Kornjakow hatte nicht genug Männer und rekrutierte örtliche Zivilisten zum Laden der Geschütze. Gegen 00:45 Uhr (CET) begannen die beiden Geschütze die Admiral Scheer unter Feuer zu nehmen. Die Einschläge lagen zwischen 500 und 2.000 m vom Schiff entfernt und man vermutete ein Kaliber von ca. 130-mm. Tatsächlich lag die Entfernung zum Schiff bei etwa 6 km, wobei die Admiral Scheer nicht in der Lage war, die Geschütze zu lokalisieren.

Sowjetische Quellen berichten, die Batterie hätte zunächst 43 Granaten verschossen und trotz schwieriger Sichtbedingungen später weitere 4 Schuss. Obwohl sich aus den Unterlagen der Admiral Scheer ergibt, dass keines der Geschosse das Schiff getroffen hat, ging man auf sowjetischer Seite davon aus, dass man mit diesem Beschuss Port Dixon gerettet hatte. Denn man habe verhindert, dass sich das große Kriegsschiff dem Hafen weiter genähert habe.

## Varianten
Es gab zwei Varianten des Geschützes für den ungefederten Transport mit Kettenschleppern bis 7 km/h (langsam) und den Transport mit Luftbereifung durch schnellere Fahrzeuge.

## 15,2-cm-Kanone 438 (r)
Mit Beginn des Angriffskrieges gegen die Sowjetunion, dem Unternehmen Barbarossa, erbeutete die Wehrmacht bei dem schnellen Vormarsch eine große Zahl sowjetischer Geschütze. Diese waren in den Kennblättern fremden Geräts mit Kennnummern versehen worden. Die 152-mm-Kanone M1910/30 wird dabei als 15,2-cm-Kanone 438 (r) geführt. Angesichts der schlechten Transporteigenschaften dieser Waffe ist davon auszugehen, dass dieses Geschütz, wenn überhaupt, bei ortsfesten Batterien zum Einsatz kam.

## Museale Rezeption
Im Winterkrieg erbeuteten die finnischen Streitkräfte mindestens ein Exemplar dieses Geschützes, welches heute im Finnischen Artilleriemuseum in Hämeenlinna ausgestellt ist.